# Perth Broncos
I Perth Broncos sono una squadra di football americano di Noranda, sobborgo della Città di Bayswater a Perth, in Australia, fondata nel 1988.

## Dettaglio stagioni

### Tornei locali

#### Gridiron West League
| Stagione | regular season | regular season | regular season | regular season | regular season | regular season | playoff | playoff | playoff | playoff | playoff | playoff    | playoff          |
|          | Vin            | Par            | Per            | Tot            | PF             | PS             | Vin     | Per     | Tot     | PF      | PS      | risultato  | avversaria       |
| -------- | -------------- | -------------- | -------------- | -------------- | -------------- | -------------- | ------- | ------- | ------- | ------- | ------- | ---------- | ---------------- |
| 2020-21  | 9              | 0              | 3              | 12             | 321            | 194            | 0       | 1       | 1       | 8       | 12      | Semifinale | Swan City Titans |
| Totale   | 9              | 0              | 3              | 12             | 321            | 194            | 0       | 1       | 1       | 8       | 12      |            |                  |

Fonti: Enciclopedia del Football - A cura di Roberto Mezzetti

#### Gridiron West Women's League
| Stagione | regular season | regular season | regular season | regular season | regular season | regular season | playoff | playoff | playoff | playoff | playoff | playoff    | playoff           |
|          | Vin            | Par            | Per            | Tot            | PF             | PS             | Vin     | Per     | Tot     | PF      | PS      | risultato  | avversaria        |
| -------- | -------------- | -------------- | -------------- | -------------- | -------------- | -------------- | ------- | ------- | ------- | ------- | ------- | ---------- | ----------------- |
| 2019-20  | 5              | 1              | 4              | 10             | 116            | 78             | 0       | 1       | 1       | 8       | 12      | Semifinale | Rockingham Vipers |
| 2020-21  | 5              | 0              | 4              | 9              | 220            | 92             | 1       | 1       | 2       | 50      | 42      | West Bowl  | Rockingham Vipers |
| Totale   | 10             | 1              | 8              | 19             | 336            | 170            | 1       | 2       | 3       | 58      | 54      |            |                   |

Fonti: Enciclopedia del Football - A cura di Roberto Mezzetti

### Riepilogo fasi finali disputate
| Anno             | Luogo                  | Evento | Fase del torneo | Incontro                          | Risultato |
| 8 febbraio 2020  | Città di Vincent       | GWWL   | Semifinale      | Rockingham Vipers - Perth Broncos | 12 - 8    |
| 20 febbraio 2021 | Città di Victoria Park | GWL    | Semifinale      | Swan City Titans - Perth Broncos  | 12 - 8    |
| 27 febbraio 2021 | Città di Vincent       | GWWL   | West Bowl       | Rockingham Vipers - Perth Broncos | 16 - 14   |

## Palmarès
- 1 West Bowl (2012-13)
- 1 West Bowl femminile (2018-19)